# Folke Hägglund

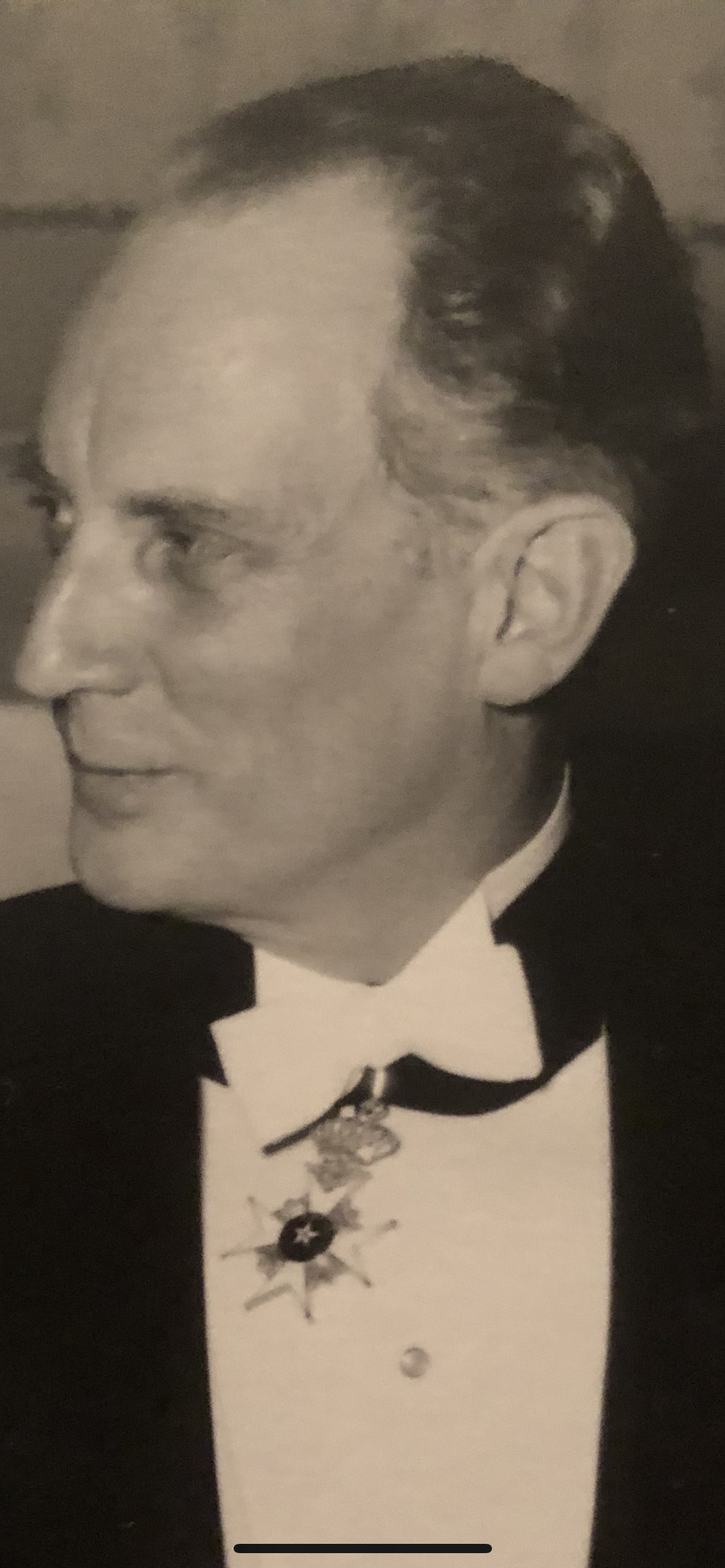

Folke Hägglund, född den 18 augusti 1902 i Helsingborg, död den 21 november 1984 i Stockholm, var en svensk jurist.
Hägglund avlade studentexamen 1921 och juris kandidatexamen vid Stockholms högskola 1926. Han genomförde tingstjänstgöring i Sevede och Tunaläns domsaga 1927–1929. Hägglund blev fiskal i Svea hovrätt 1930, extra ordinarie assessor 1933, ordinarie assessor 1936, revisionssekreterare 1939 och hovrättsråd 1941. Han var ledamot av Krigshovrätten 1947-1949, ordförande på avdelning 1956–1957 och häradshövding i Solna domsaga 1957–1969. Hägglund blev riddare av Nordstjärneorden 1945 och kommendör av samma orden 1959. Han vilar på Bromma kyrkogård i Stockholm.